# Официальный язык
Официа́льный язы́к — язык, имеющий привилегированный статус в государстве или международной организации. Применительно к официальному языку государства часто используется термин госуда́рственный язы́к.

## Официальный язык государства
Государственный (официальный) язык — язык, за которым в том или ином государстве или в пределах иной юридически определённой территории законодательно закреплён самый высокий юридический статус в установленных законом случаях по сравнению с остальными языками, которые могут на данной территории использоваться.
Чаще всего государственным (официальным) языком является язык наиболее многочисленного народа (этнической группы) данного государства. В то же время законодательством некоторых государств определено, что официальные государственные документы должны издаваться и на иных языках.

### Государственный или официальный?
Эксперты ЮНЕСКО в 1953 году предложили разграничить понятия «государственный язык» и «официальный язык»:
- Государственный язык — язык, выполняющий интеграционную функцию в рамках данного государства в политической, социальной и культурной сферах, выступающий в качестве символа данного государства.
- Официальный язык — язык государственного управления, законодательства, судопроизводства.

Таким образом, второе понятие является более широким: любой государственный язык является официальным, но не всякий официальный является государственным (например, русский язык в Казахстане является официальным, но не государственным). В то же время, эти два определения воспринимаются как разъяснительно-рекомендательные, не обязательные для всех стран.
Следует различать государственные (официальные) языки и официально признанные языки национальных меньшинств либо регионов, на которых может вестись обучение детей в школах и которые могут использоваться в делопроизводстве (например, сардинский язык в Италии).
178 государств в мире имеют государственные и/или официальные языки. В некоторых (например, Албании, Франции, Украине, Германии, Латвии или Швеции) государственный язык единственный. В других (например, Афганистане, Белоруссии, Бельгии, Боливии, Индии, Парагвае, Финляндии, Швейцарии, ЮАР, до недавнего времени в Израиле) государственных языков более одного.
В некоторых странах, таких, как Ирак, Италия, Испания, Китай и Россия, существует один государственный язык для всей страны и, в дополнение к нему, государственные языки для отдельных регионов (например, башкирский язык в Башкортостане, татарский язык в Татарстане, чувашский язык в Чувашии, и т. д.). Некоторые страны, такие как США, Великобритания, Япония, Австралия, в прошлом также Швеция, де-юре не имеют государственного языка для всей территории страны. В большинстве подобных случаев, однако, де-факто существует какой-то один основной язык, а также имеется целый ряд официальных документов, которыми устанавливаются сферы использования тех или иных языков, кроме того, полноценный государственный язык часто могут иметь отдельно взятые регионы.
Некоторые страны как наследие своего колониального прошлого сохраняют государственные языки и языки обучения (в основном английский, французский или португальский языки), которые не являются национальными языками населения этих стран или, по крайней мере, языками, на которых говорит большинство населения.
В противоположность этому ирландский язык, на котором говорит меньше трети населения Ирландии, является национальным языком и первым государственным языком этой страны. Что же касается английского языка, на котором говорит большинство населения, то он назван в конституции Ирландии лишь как второй государственный язык.
В некоторых странах вопрос о том, в какой сфере общения следует использовать тот или иной язык, превратился в серьёзную политическую проблему. В современной истории это особенно характерно для русского языка в государствах на территории бывшего СССР (см. Русский язык), что связано со стремлением элит этих государств дистанцироваться от России и русскоязычной культуры с целью укрепления суверенитета или прозападной государственной ориентации.
Как правило, привилегированный статус государственного (официального) языка означает обязательность его использования в установленных законодательно случаях, но не означает запрещения использования иных языков или установленных графических систем письменности.
Далеко не всегда статус государственного языка де-юре означает широкое использование данного языка в официальном делопроизводстве. Так, в большинстве стран мира де-факто на официальном уровне как вспомогательный используется английский язык. Бывшие арабоязычные колонии Франции (Марокко, Алжир, Тунис, Мавритания, Ливан) официально не считают французский язык государственным или официальным, несмотря на его широкое (часто преобладающее над арабским) использование в официальном делопроизводстве. С другой стороны, в ЮАР с её 11 официальными языками или Боливии с 37 госязыками лишь немногие из них используются на официальном уровне. Для бывшего СССР в ряде регионов характерно отсутствие государственного русского языка при его широком (в ряде случаев преобладающем) использовании на официальном уровне (Молдавия, Украина, Армения, Азербайджан, Узбекистан, Таджикистан, Туркменистан), и наоборот формальный государственный статус местных языков (при государственном русском) при фактическом неиспользовании их на официальном уровне (Белоруссия, республики РФ и пророссийские непризнанные государства).
В Канаде, Бельгии и Швейцарии официальный язык на федеральном уровне может не иметь официального статуса на уровне субъекта федерации или муниципалитета, более того, его использование в нём ограничено. (Хартия французского языка, Административное деление Бельгии). В Финляндии при двух государственных языках административные единицы делятся на финноязычные, шведоязычные и двуязычные (финско-шведские и финско-саамские).

## Государственные языки Российской Федерации
Государственный язык в российском законодательстве — это юридическая категория, определяющая язык, который обязателен для применения в случаях, установленных законом (законами) о государственном языке.
В Российской Федерации правовой статус государственных языков установлен Федеральным законом «О государственном языке Российской Федерации» от 1 июня 2005 года № 53-ФЗ. Данный закон устанавливает, что государственным языком РФ является русский; субъекты РФ вправе устанавливать дополнительно свои государственные языки; а также то, что «Обязательность использования государственного языка Российской Федерации не должна толковаться как отрицание или умаление права на пользование государственными языками республик, находящихся в составе Российской Федерации, и языками народов Российской Федерации». Закон строго устанавливает границы своей применимости (в деятельности органов власти; в названиях органов власти; в судопроизводстве (конституционном, уголовном, гражданском и административном), в дорожных указателях, на государственном языке должны выходить кодексы, законы и другие подзаконные акты РФ; при проведении выборов и референдумов, в международных договорах и соглашениях РФ; во внутренних официальных документах граждан РФ; в иных определённых федеральными законами сферах). Закон устанавливает меры поддержки (например, предоставление переводчиков в судах), соблюдение прав граждан, ответственность за неисполнение. Федеральный закон, для государственного общения, разрешает использование только литературного русского языка. Использование в официальных документах жаргонов и иностранных слов недопустимо. Исключение составляют лишь иностранные слова не имеющие аналогов в русском языке.
Другим законом, регламентирующим сферу государственного языка является Закон РСФСР «О языках народов РСФСР» от 25 октября 1991 года № 1807-1 (в 1998 году название было изменено на Закон Российской Федерации «О языках народов Российской Федерации»).
Кроме Карелии, все республики, входящие в состав Российской Федерации, устанавливают свои дополнительные государственные языки. Интересным является тот факт, что придание карельскому языку статуса государственного стандартной процедурой (через простое внесение изменений в конституцию республики) невозможно, поскольку в нём используется письменность на основе латиницы, и для его официального внедрения необходим отдельный федеральный закон.

## Официальные языки основных международных организаций
- ООН — английский, русский, французский, испанский, арабский, китайский (см. официальные языки ООН).
- Совет Европы — английский, французский.
- СНГ — русский.
- ОДКБ — русский.
- ГУАМ — английский, русский.
- ШОС — русский, китайский.
- НАТО — английский, французский.
- Всемирный банк — английский.
- Интерпол — английский, французский, испанский, арабский.
- Африканский союз — английский, французский, арабский, суахили, португальский.
- Международная организация по стандартизации — английский, французский, русский.
- Международный олимпийский комитет — английский, французский.